# Municipio de Pleasant Valley (condado de Johnson)
El municipio de Pleasant Valley (en inglés: Pleasant Valley Township) es un municipio ubicado en el condado de Johnson en el estado estadounidense de Iowa. En el año 2010 tenía una población de 269 habitantes y una densidad poblacional de 4,11 personas por km².

## Geografía
El municipio de Pleasant Valley se encuentra ubicado en las coordenadas 41°33′38″N 91°29′20″O / 41.56056, -91.48889. Según la Oficina del Censo de los Estados Unidos, el municipio tiene una superficie total de 65.51 km², de la cual 64,91 km² corresponden a tierra firme y (0,92 %) 0,6 km² es agua.

## Demografía
Según el censo de 2010, había 269 personas residiendo en el municipio de Pleasant Valley. La densidad de población era de 4,11 hab./km². De los 269 habitantes, el municipio de Pleasant Valley estaba compuesto por el 97,03 % blancos, el 0,37 % eran afroamericanos, el 0,74 % eran asiáticos, el 1,12 % eran de otras razas y el 0,74 % eran de una mezcla de razas. Del total de la población el 2,97 % eran hispanos o latinos de cualquier raza.